# Jean-Philippe Lachenaud
Jean-Philippe Lachenaud, né le 22 novembre 1939 à Civray (Vienne), est un homme politique français.

## Détail des fonctions et des mandats
Mandats locaux
- 1977 - 1983 : Maire de Pontoise
- 1983 - 1989 : Maire de Pontoise
- 1989 - 1997 : Président du conseil général du Val-d'Oise

Mandats parlementaires
- 16 mars 1986 - 14 mai 1988 : Député du Val-d'Oise
- 12 juin 1988 - 4 avril 1992 : Député de la 1re circonscription du Val-d'Oise
- 24 septembre 1995 - 30 septembre 2004 : Sénateur du Val-d'Oise